# Elias Emanuel Nelson
Elias Emanuel Nelson ( * 1876 - 1949 ) fue un botánico, pteridólogo sueco-estadounidense. Realizó recolecciones botánicas en Montana y en Wyoming, y especiealmente en las Montañas Rocosas.
- La abreviatura «E.E.Nelson» se emplea para indicar a Elias Emanuel Nelson como autoridad en la descripción y clasificación científica de los vegetales.[2]